# Grammia tooele
Grammia tooele là một loài bướm đêm thuộc phân họ Arctiinae, họ Erebidae.